# Parancistrocerus fulvipes
Parancistrocerus fulvipes är en stekelart som först beskrevs av Henri Saussure 1856.  Parancistrocerus fulvipes ingår i släktet Parancistrocerus och familjen Eumenidae. Utöver nominatformen finns också underarten P. f. rufovestis.